# ماركو ياكشيتش
ماركو ياكشيتش هو لاعب كرة قدم صربي في مركز الدفاع، ولد في 6 مارس 1987 في أباتين في صربيا. لعب مع ملادوست أباتين ‏.

## وصلات خارجية
- ماركو ياكشيتش على موقع قاعدة بيانات كرة القدم.إي يو (الإنجليزية)
- ماركو ياكشيتش على موقع Soccerway.com (الإنجليزية)
- ماركو ياكشيتش على موقع عالم كرة القدم.نت (الإنجليزية)
- ماركو ياكشيتش على موقع GSA (الإنجليزية)